# Archetyp (Philosophie)
Der Begriff Archetyp oder Archetypus (von altgriechisch ἀρχέτυπον archétypon, deutsch ‚Urbild, Original‘) verweist in der philosophischen Verwendung zuerst auf Platon und seinen Begriff der Idee, der damit die metaphysische Wesenheit meint, an der die sinnlich wahrnehmbaren Dinge teilhaben. Nach Platon ist die Idee bzw. die abstrakte, metaphysische Gestalt das Wahre, da sie allein ewig, identisch und vollkommen ist. Solche allgemeinen Urbilder findet man heute z. B. in den Darstellungen der Biologiebücher als Urpflanze (Goethe) als einheitlichen Bauplan oder Typus aller Blütenpflanzen mit den Bestandteilen Wurzel, Stiel, Blätter und Blüte oder als Grundmuster eines Insekts, eines Wirbeltiers etc. Es handelt sich dabei um ein idealtypisches Bild aller Insekten, aller Wirbeltiere etc., also jeweils um ein Urbild. Lebewesen (Pflanzen oder Tiere) mit gleichem Bauplan werden auch als homolog bezeichnet. Jeder Bauplan stellt zwar ein formales, anatomisch bzw. histologisch nachweisbares Kriterium dar, ist aber auch an einen bestimmten spezifischen Leistungsplan gebunden.
Archetypen werden demnach als Noumenon (Verstandesding) angesehen im Gegensatz zum Phainomenon (Sinnesding). Archetypen sind im Allgemeinen unanschaulich, nicht empirisch und daher eher dem intuitiven Denken zugehörig.
Archetypus wurde als Terminus von René Descartes und John Locke in die Philosophie eingeführt. Die Urbilder (Archetypi) sind die Grundlage für Vorstellungen.
Bei Locke existieren die Urbilder auch außerhalb des erkennenden Subjekts (in: Versuch über den menschlichen Verstand). Der subjektive Idealist George Berkeley dagegen erkennt den Archetypus außerhalb des erkennenden Subjekts nicht an, da man nicht beweisen kann, dass es ihn auch gibt. Die Frage ist, ob wir die Welt wahrnehmen, wie sie ist, oder nur, wie wir sie uns konstruieren.
Immanuel Kant verwendete den Begriff Archetypus im Zusammenhang mit „natura archetypa“. Er bezeichnete damit die urbildliche Natur, die der Mensch bloß in der Vernunft erkennt und deren Gegenbild in der Sinnenwelt die nachgebildete (natura ectypa) darstelle (in: Kritik der praktischen Vernunft). – In der Kritik der reinen Vernunft wird der Begriff im Sinne der göttlichen Vernunft (intellectus archetypus) verwendet im Gegensatz zur menschlichen Vernunft (intellectus ectypus). Durch die göttliche Anschauung und durch das Selbstverständnis Gottes seien alle Gegenstände selbst gegeben (KrV B 68, 72, 135, 138 f., 145, 159, 723). Die menschliche Vernunft (intellectus ectypus) sei nur diskursiv (begrifflich), nicht anschauend (Prolegomena § 57). „Das Ideal [der reinen Vernunft] ist ihr [der Vernunft] das Urbild (Prototypon) aller Dinge, welche insgesamt als mangelhafte Kopien (ectypa) den Stoff zu ihrer Möglichkeit daher nehmen […] (B 606).“
Friedrich Nietzsche hat dem entwicklungsgeschichtlichen Gesichtspunkt der archetypischen Bilder in Träumen Rechnung getragen mit dem Wort: „Im Schlafe und Traume machen wir das ganze Pensum früheren Menschentums durch.“ (Nietzsche)
Henri Bergson betrachtete die Archetypen als „les éternels incréés“ (die ewig Ungeschaffenen).
Neben der Philosophie bedienen sich auch Vertreter der Analytischen Psychologie des Begriffs Archetyp.